# Yakuza: Like a Dragon
Yakuza: Like a Dragon is een actierollenspel ontwikkeld en uitgegeven door Sega. Het spel werd voor het eerst uitgebracht voor de PlayStation 4 en verscheen in Japan op 16 januari 2020 en wereldwijd op 10 november 2020. Versies voor Windows, PlayStation 5, Xbox One en Xbox Series zijn uitgebracht in november 2020 en begin 2021.

## Plot
Dit spel introduceert een nieuwe hoofdrolspeler genaamd Ichiban Kasuga. Het spel volgt het leven van Kasuga die na 18 jaar gevangen te hebben gezeten weer de draad oppakt. Hij probeert erachter te komen door wie en waarom hij werd verraden.
Het spel biedt zowel gesproken teksten in het Japans als in het Engels.

## Spel
Het spel speelt zich af in 2019, drie jaar na de gebeurtenissen van Yakuza 6, in het Yokohama-district. De criminele onderwereld bestaat uit drie groeperingen die bekend staan als de Ijin Three, een Chinees-Japanse bende, een Koreaans-Japanse bende en de lokale yakuza.
Net als bij eerdere games in de Yakuza-serie, kunnen spelers naast de vele zijmissies ook verschillende nevenactiviteiten op de kaart spelen, zoals karaoke. Een nieuwe nevenactiviteit die in deze game is geïntroduceerd, is Dragon Kart. Een belangrijk verschil met eerdere Yakuza-games is het vechtsysteem. In plaats van de realtime mechanica van eerdere games, biedt Yakuza: Like a Dragon beurtelingse gevechten met een groep van vier man. In tegenstelling tot typische turn-based RPG's, kunnen karakters voorwerpen in de buurt, zoals fietsen, gebruiken om vijanden aan te vallen.
Spelers kunnen de open wereld blijven verkennen na het voltooien van het spel. Een New Game Plus-modus met extra moeilijkheidsgraden exclusief voor deze modus wordt uitgebracht als betaalde downloadbare inhoud (DLC).

## Ontvangst
| Recensiescore       | Recensiescore                                         |
| Recensieverzamelaar | Score                                                 |
| ------------------- | ----------------------------------------------------- |
| Metacritic          | 83% (PC) 84% (PS4) 89% (XOne) 83% (XSeries) 86% (PS5) |
| Publicist           | Score                                                 |
| Destructoid         | 7,5                                                   |
| Famitsu             | 38/40                                                 |
| Game Informer       | 9,25                                                  |
| GameSpot            | 9                                                     |
| IGN                 | 7                                                     |

Het spel werd positief ontvangen in recensies en heeft op recensieverzamelwebsite Metacritic een gemiddelde score voor alle platforms van 85%. Men prees in recensies het verhaal, de personages, gameplay en presentatie, en de unieke uitvoering binnen het JRPG-subgenre. Kritiek werd gegeven op de lange animaties tijdens de gevechten.